# Guerra civil sudanesa (1955-1972)
La primera guerra civil sudanesa (conocida también como rebelión Anyanya o Anyanya I) fue un conflicto militar que se prolongó de 1955 a 1972 entre la parte norte de Sudán y el sur que demandaba mayor autonomía regional. 
Medio millón de personas murieron en los diecisiete años de guerra, que puede ser dividida en tres etapas: la guerra de guerrillas inicial, el Anyanya y el Movimiento de Liberación de Sudán del Sur. El acuerdo que finalizó los combates en 1972 falló por completo, así reiniciando un conflicto en el norte y el sur durante la segunda guerra civil sudanesa (1983-2005). El período entre 1955 y 2005 es a veces considerado como un solo conflicto con un cese al fuego de once años que separó dos fases de violencia.
El 2 de julio de 1976 cuando el presidente del país Al Numeiry volvía de un viaje al extranjero se produjo un intento de golpe de Estado protagonizado por 1000 militantes del IFC (actual NIF), un grupo político armado formado por estudiantes entrenados presuntamente por el Gobierno libio. El intento fracasó y la represión posterior fue brutal.

## Orígenes
Hasta 1946 el Imperio Británico administraba el sur y el norte de Sudán como regiones separadas. En ese momento, las dos áreas fueron unidas en una sola región administrativa como parte de una estrategia británica aplicada en el Oriente Medio. Este acto fue realizado sin consultar a los habitantes del sur, que temían que fueran sometidos al poder político de los del norte. Sudán del Sur había sido habitado primeramente por cristianos y animistas y se consideran culturalmente subsaharianos, mientras que la mayoría de los habitantes del norte son musulmanes que se consideran a sí mismos culturalmente árabes.
Desde el acuerdo de febrero de 1953 entre el Reino Unido y Egipto de permitir la independencia de Sudán, las tensiones internas sobre la naturaleza de las relaciones del norte y el sur crecieron y llegó a su punto máximo el 1 de enero de 1956 cuando fue el día de la independencia.

## Desarrollo de la guerra

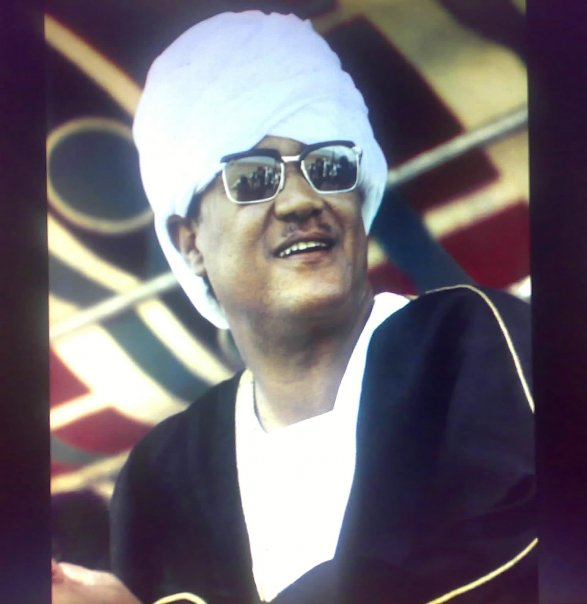
Personal family photo.

En agosto de 1955 miembros del Cuerpo Ecuatorial de la Fuerza de Defensa de Sudán –administrado por el Reino Unido– se amotinaron en Torit, Juba, Yei y Maridi. Las causas inmediatas del motín fueron el juicio a un miembro sureño de la asamblea nacional y un, al parecer, falso telegrama urgiendo a las autoridades norteñas en el sur a oprimir a los sureños. Los motines fueron reprimidos, pero los supervivientes huyeron de las poblaciones y comenzaron una insurgencia en las áreas rurales. Pobremente armados y mal organizados, constituían poca amenaza para el poder colonial saliente y para el nuevo gobierno sudanés.
Sin embargo, los insurgentes se fueron convirtiendo gradualmente en un movimiento secesionista formado por los amotinados de 1955 y estudiantes del sur. Estos grupos formaron la guerrilla Anyanya. Partiendo de Ecuatoria (Equatoria), entre 1963 y 1969 Anyanya se extendió a las otras dos provincias sureñas de Alto Nilo y Bahr el-Ghazal. Pero el movimiento estaba viciado por divisiones étnicas internas. O'Ballance escribe que una de las cuatro brigadas de infantería del ejército sudanés había estado estacionada en Ecuatoria desde 1955, siendo periódicamente reforzada cuando era necesario.
El gobierno era incapaz de aprovechar las debilidades de la guerrilla debido a sus propias facciones e inestabilidad. El primer gobierno del Sudán independiente, encabezado por el primer ministro Ismaíl al-Azhari fue reemplazado enseguida por el de una coalición de varias fuerzas conservadoras que, a su vez, fue derrocado por el golpe de Estado del jefe de Estado Mayor, teniente general Ibrahim Abbud en 1958. El descontento con el gobierno militar originó una ola de protestas populares que desembocó en la formación, en octubre de 1964, de un gobierno provisional.
En estas protestas hizo su primera aparición el islamista Hasan al-Turabi que era entonces un líder estudiantil. entre 1966 y 1969 varias administraciones de predominio islamista se demostraron incapaces de encauzar la variedad de problemas étnicos, económicos y conflictos que afligían al país. tras un segundo golpe militar, el 25 de mayo de 1969, el coronel Yaafar el-Numeiri fue nombrado primer ministro y rápidamente ilegalizó los partidos políticos.
La confrontación entre las facciones marxista y no marxista dentro de la clase militar gobernante llevó a un nuevo golpe de Estado en julio de 1971 y a un corto periodo de gobierno del Partido Comunista de Sudán antes de que facciones anticomunistas repusieran a el-Numeiri en el control del país. Ese mismo año, el alemán Rolf Steiner, que había estado asesorando clandestinamente a los rebeldes, fue detenido en Kampala (Uganda) y deportado a Jartum, donde fue enjuiciado por sus actividades antigubernamentales. Inicialmente sentenciado a muerte, cumplió tres años de cárcel hasta que fue puesto en libertad debido a las presiones del gobierno de Alemania Occidental.
En 1971, el exteniente del Ejército Joseph Lagu unificó todas las fuerzas guerrilleras bajo el Movimiento de Liberación de Sudán del Sur (South Sudan Liberation Movement, SSLM). Esta fue la primera vez en la historia de la guerra que el movimiento separatista tuvo una estructura de mando unificada para alcanzar los objetivos de secesión y de formación de un gobierno en el sur de Sudán y fue la primera organización que pudo vindicar hablar y negociar en nombre de todo el Sur.

## Final
Con la mediación de las organizaciones cristianas, el Consejo Mundial de Iglesias y la Conferencia de Iglesias de Toda África, las cuales estuvieron años haciendo esfuerzos para ganarse la confianza de ambos beligerantes, se llegó al Acuerdo de Adís Abeba en marzo de 1972 que dio fin al conflicto. A cambio de terminar su insurrección armada se concedió a los sureños una región administrativa unificada con varios poderes definidos autónomos.
El acuerdo de Adís Abeba solo supuso una solución temporal. El gobierno de Jartum infringió el acuerdo de forma reiterada y llevó a incrementar sus acciones sobre el sur en la mitad de la década de 1970, desencadenando en 1983 la segunda guerra civil.

## Efectos
Medio millón de personas, de las cuales solo cien mil eran considerados combatientes armados, fueron asesinados en los diecisiete años de guerra y cientos de miles fueron desplazados de sus casas. 